# 안순자
안순자(安順子, 1956년 8월 8일 ~ )은 대한민국의 제6·7대 경상북도 울진군의원이다.

## 경력
- 울진군 새마을 부녀회장
- 울진군 여성대학4기 학생회장
- 울진군 지체장애인 봉사회 부회장
- 울진군 여성단체 부회장
- 울진군 새마을 후원회장
- 구산초등학교 총동창회 부회장
- 성균관 유도회 평해지부 여성유도회장
- 노인요양사 자격취득
- 아이돌보미 수료
- 2010.07 ~ 2014.06 제6대 경상북도 울진군의회 의원
- 2010.07 ~ 2012.07 제6대 경상북도 울진군의회 전반기 예산결산특별위원회 위원
- 2010.11 ~ 2010.12 제6대 경상북도 울진군의회 행정사무감사특별위원회 위원장
- 2011.11 ~ 2011.12 제6대 경상북도 울진군의회 행정사무감사특별위원회 위원
- 2012.07 ~ 2014.06 제6대 경상북도 울진군의회 후반기 예산결산특별위원회 위원장
- 2012.11 ~ 2012.12 제6대 경상북도 울진군의회 행정사무감사특별위원회 위원
- 2013.11 ~ 2013.12 제6대 경상북도 울진군의회 행정사무감사특별위원회 위원
- 울진군 아동·여성지역연대 위원
- 울진군 새마을회 이사
- 울진군 장학재단 이사
- 사회단체 보조금 심의위원
- 용역과제 심의위원
- 희망포럼 울진군 부위원장
- 울진남부도서관 운영위원
- 영신해밀홈 운영위원
- 민주평화통일자문회의 자문위원
- 공직자윤리위원회 위원
- 재향군인회 여성회 이사
- 2014.07 ~ 2018.06 제7대 경상북도 울진군의회 의원
- 2014.07 ~ 2016.07 제7대 경상북도 울진군의회 전반기 윤리특별위원회 위원
- 2014.07 ~ 2016.07 제7대 경상북도 울진군의회 전반기 예산결산특별위원회 위원
- 2014.11 ~ 2014.12 제7대 경상북도 울진군의회 행정사무감사특별위원회 위원
- 2015.11 ~ 2015.12 제7대 경상북도 울진군의회 행정사무감사특별위원회 위원
- 2016.07 ~ 2018.06 제7대 경상북도 울진군의회 후반기 예산결산특별위원회 위원장
- 2016.11 ~ 2016.11 제7대 경상북도 울진군의회 행정사무감사특별위원회 위원
- 2017.06 ~ 2017.06 제7대 경상북도 울진군의회 행정사무감사특별위원회 위원

## 수상
- 행정안전부장관상 수상
- 도지사 표창
- 새마을대상 수상
- 새마을 중앙회장 표창
- 2015 경상북도 의정봉사대상 수상

## 역대 선거 결과
|  | 11.57% |

|  | 15.67% |

|  | 11.41% |

|  | 24.94% |